# مونیکا آکسامیت
مونیکا آکسامیت (انگلیسی: Monica Aksamit؛ زادهٔ ۱۸ فوریهٔ ۱۹۹۰) شمشیرباز زن اهل ایالات متحده آمریکا است.